# ピラール・リョップ
マリア・ピラール・リョップ・クエンカ（スペイン語: María Pilar Llop Cuenca、1973年8月3日 - ）は、 スペインの政治家、裁判官。スペイン社会労働党に所属し、第2次サンチェス内閣で法務大臣を務めた。

## 経歴
1973年にマドリードで生まれる。父はタクシー運転手で、母は美容師を営んでいた。マドリード・コンプルテンセ大学の法学部を卒業し、アリカンテ大学では英語とスペイン語の法律翻訳を学んでいる。スペイン語に加えて、英語、フランス語、ドイツ語が堪能であり、イタリア語とブルガリア語も習得している。
2004年に裁判官に任官した。2006年から2007年にかけて、ブリュッセルの欧州委員会の欧州援助協力局（AIDCO）で働き、司法問題を担当した。2011年から2015年までは、スペイン司法評議会（CGPJ）の技術事務所で弁護士として働き、ドメスティックバイオレンスやジェンダー問題を監視する部署等を担当していた。
2015年のマドリード州議会選挙で、アンヘル・ガビロンド率いるスペイン社会労働党（PSOE）の候補者として立候補し、州議会議員に当選。2018年に、ジェンダー暴力に関する政府代表に任命された。2019年7月には上院議員に就任し、同年12月には上院議長に選出された。2021年7月、第2次サンチェス内閣の内閣改造が行われ法務大臣に就任。2023年11月まで在任した。